# Trichodesma indicum
Trichodesma indicum är en strävbladig växtart som först beskrevs av Carl von Linné, och fick sitt nu gällande namn av Robert Brown. Trichodesma indicum ingår i släktet Trichodesma och familjen strävbladiga växter. Utöver nominatformen finns också underarten T. i. betulense.

## Bildgalleri

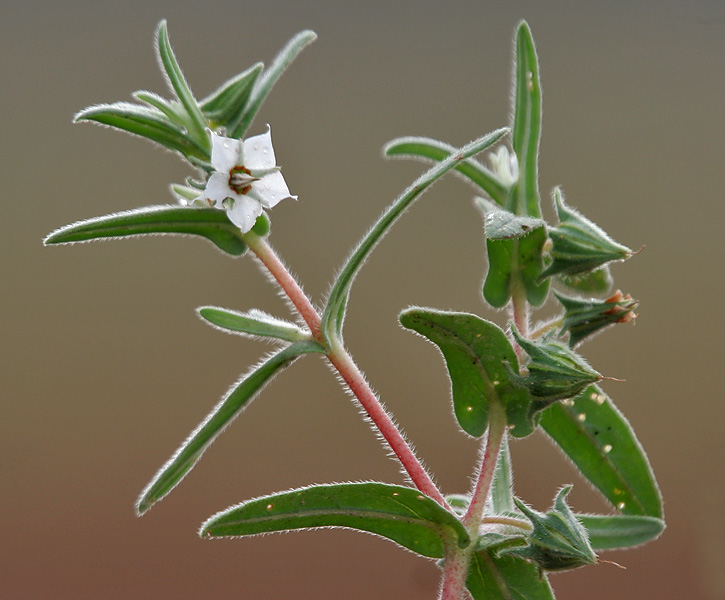